# Patrik Auda
Patrik Auda (Brno, 29 agosto 1989) è un cestista ceco.

## Carriera
Con la Rep. Ceca ha disputato i Giochi olimpici di Tokyo 2020, i Campionati mondiali del 2019 e tre edizioni dei Campionati europei (2015, 2017, 2022).